# Pseudaphanostoma pelophilum
Pseudaphanostoma pelophilum är en plattmaskart som beskrevs av Jürgen Dörjes 1968. Pseudaphanostoma pelophilum ingår i släktet Pseudaphanostoma och familjen Isodiametridae. Inga underarter finns listade i Catalogue of Life.